# Тогузацький сільський округ
Тогуза́цький сільський округ (каз. Тоғызақ ауылдық округі, рос. Тогузакский сельский округ) — адміністративна одиниця у складі Карабалицького району Костанайської області Казахстану. Адміністративний центр — село Тогузак.
Населення — 3060 осіб (2021; 3800 у 2009, 4629 у 1999, 5075 у 1989).
Станом на 989 рік існувала Кустанайська сільська рада (села Віренка, Гур'яновський, Котлованне, Надеждинка, селища Веселий Кут (Ворошиловка), Єльшанський, Сариколь, Селекціонний, Тогузак, Цілинний) з центром у смт Комсомолець, з 1993 року — Костанайський сільський округ з центром у селищі Карабалик та Тогузацька сільська адміністрація. 2019 року Костанайський сільський округ був розділений на Віренську сільську адміністрацію, Ворошиловську сільську адміністрацію, Гур'яновську сільську адміністрацію, Єльшанську сільську адміністрацію, Котлаванну сільську адміністрацію, Надеждинську сільську адміністрацію, Сарикольську сільську адміністрацію та Цілинну сільську адміністрацію. Тоді ж 8 сільських адміністрацій разом з Тогузацькою сільською адміністрацією утворили Тогузацький сільський округ з центром у селі Тогузак.

## Склад
До складу округу входять такі населені пункти:
| Населений пункт    | Старі назви   | Населення, осіб (1989) | Населення, осіб (1999) | Населення, осіб (2009) | Населення, осіб (2021) |
| ------------------ | ------------- | ---------------------- | ---------------------- | ---------------------- | ---------------------- |
| Віренка, село      | -             | 412                    | 364                    | 278                    | 222                    |
| Ворошиловка, село  | Веселий Кут   | 557                    | 537                    | 498                    | 436                    |
| Гур'яновське, село | Гур'яновський | 497                    | 530                    | 470                    | 442                    |
| Єльшанське, село   | Єльшанський   | 238                    | 226                    | 235                    | 133                    |
| Котлаванне, село   | -             | 247                    | 266                    | 202                    | 143                    |
| Надеждинка, село   | -             | 920                    | 722                    | 570                    | 445                    |
| Сариколь, село     | -             | 550                    | 501                    | 341                    | 295                    |
| Селекціонне, село  | Селекціонний  | 56                     | 40                     | -                      | -                      |
| Тогузак, село      | -             | 1302                   | 1120                   | 944                    | 810                    |
| Цілинне, село      | Цілинний      | 296                    | 323                    | 262                    | 134                    |